# Villaviciosa, Abra
Villaviciosa (Bayan ng Villaviciosa, Abra) är en kommun i Filippinerna. Kommunen ligger på ön Luzon, och tillhör provinsen Abra. Folkmängden uppgår till 5 147 invånare.
Villaviciosa är indelat i 8 barangayer.